# 기리 테셀레이션

기리 타일

기리 타일링 무늬

왼쪽은 기하학적인 타일, 오른쪽은 기리 무늬이다.

기리 타일링(영어: girih tiling)은 기리(띠무늬) 장식의 타일링 5개로 만든 이슬람의 기하학적 무늬이다. 이슬람 건축에서 건축물을 장식하기 위해 쓰였다. 1200년 경부터 쓰이기 시작하다가 1453년 이란의 이스파한에 지어진 다르브 이맘 묘에서부터 타일의 배치가 독특하게 발전했다.

## 타일
5개의 타일은 다음과 같다.
1. 정십각형: 내각 10개가 모두 144°
2. 늘린 (불규칙 볼록) 육각형: 내각이 72°, 144°, 144°, 72°, 144°, 144°
3. 나비 넥타이 모양 (오목) 육각형: 내각이 72°, 72°, 216°, 72°, 72°, 216°
4. 마름모: 내각이 72°, 108°, 72°, 108°
5. 정오각형: 내각 5개가 모두 108°

각 타일은 페르시아어 이름이 있다. 1번은 Tabl, 2번은 Shesh Band, 3번은 Sormeh Dan, 4번은 Torange, 5번은 Pange이다. 모든 타일의 각 변의 길이가 같고, 모든 내각이 36°(π/5 라디안)의 배수이다. 오각형을 제외한 나머지 모두는 두 직교하는 선에 대해 반사이다. 특히 십각형은 10차 회전대칭(36° 회전), 오각형은 5차 회전대칭(72° 회전)이다.

## 기리 타일링의 출현
11세기 후반 북아프리카 이슬람 예술가들이 타일 모자이크를 사용하기 시작했는데, 이것이 테셀레이션으로 이어졌다. 13세기에 이슬람 문화권에서 계산과 기하학의 발전 덕분에 타일 모자이크를 만드는 새로운 방법인 기리 타일링이 발견되었다.

## 기리
기리는 타일을 장식하는 띠무늬이다. 이 타일은 기리 무늬를 만드는 데 쓰이는데, 페르시아어로 매듭을 뜻하는 گره에서 유래했다. 대부분의 경우 각 타일의 경계보다는 기리 무늬(그리고 꽃 같은 작은 장식)를 볼 수 있다. 기리는 타일의 중심과 54°(3π/10 라디안)를 이루며 타일의 경계를 지나는 낱낱의 직선이다. 교차하는 2개의 기리가 한 타일의 각 변에서 만난다. 타일의 대칭을 따라가고 연속적으로 이어지면서 타일 속에서 특이한 무늬를 만드는 타일이 많다.  하지만 정십각형은 2가지 기리 패턴이 가능한데, 그 중 하나는 10차 회전 대칭이 아닌 5차 회전 대칭이 생긴다.

## 기리 타일링 속 수학
2007년, 물리학자 피터 루와 파울 슈타인하트는 기리 타일링이 약 5세기 앞서서, 펜로즈 테셀레이션처럼 자기 유사성을 띠는 프랙탈 준결정 모양 테셀레이션과 특성이 일치한다고 주장했다.
이 발견은 남아 있는 건물의 무늬를 분석하고 15세기 페르시아의 두루마리를 조사하면서 뒷받침되었다. 수학이 숨어 있다는 것을 얼마나 많은 건축가들이 알았을 지는 알려져 있지 않다. 일반적으로 그런 디자인을 눈금 없는 자와 컴퍼스만으로 작도했을 것이라고 생각된다. 29.5m 길이의 톱카프 두루마리 같은 두루마리에서 발견된 본을 참고했을 수도 있다. 오스만 제국의 행정 중심지였던 이스탄불의 톱카프 궁전에서 발견되어 15세기 후반에 제작되었다고 생각되는 이 두루마리는 2차원과 3차원의 기하학적 무늬의 연결을 보여준다. 문헌으로 나타나 있지 않지만, 대칭성을 강조하고 3차원의 사영을 드러내는 격자 무늬와 색 표시가 있다. 이 두루마리 등에 그려진 그림은 타일을 조립하는 예술가에게 무늬 책 역할을 했을 것이고, 기리 타일 무늬는 어떻게 큰 패턴으로 결합될 수 있었는지 알려준다. 이렇게 공예가들은 수학에 의존하거나 충분히 특성을 이해하지 않아도 매우 복잡한 디자인을 만들 수 있었다.
당시 공예가들이 한정된 수의 기하학적 무늬를 사용해 만든 반복되는 패턴은 유럽의 고딕 공예가가 만든 것과 비슷하다. 두 양식의 예술가 모두 최대한 다양한 종류의 기하학적 무늬를 만들려고 그들의 지식을 사용한 점에서 연관이 있다.

## 같이 보기
- 비주기적 테셀레이션
- 무어 건축 (Moorish architecture)
- 펜로즈 타일링
- 타데락트
- 젤리지
- 기리 (장식)